# Patricia Vinnicombe
Patricia Joan Vinnicombe (Provincia del Capo, 17 marzo 1932 – Karratha, 30 marzo 2003) è stata un'archeologa e artista sudafricana, conosciuta per l'identificazione e la copia delle pitture rupestri boscimane nelle vallate e sulle pendici del monti dei Draghi.
Il suo lavoro ha trasformato lo studio delle pitture rupestri in una scienza. È stata anche attiva nella conservazione dell'arte aborigena dell'Australia occidentale.

## Giovinezza e carriera
Nacque nel distretto di Mont Currie, nell'Est Griqualand, nella Provincia del Capo in Sudafrica e crebbe nella fattoria West Ilsey nel distretto di Underberg, KwaZulu-Natal circondato da pitture rupestri nei monti dei Draghi. All'età di 13 anni ha realizzato le prime copie di queste pitture. Ha frequentato le scuole a Underberg e Pietermaritzburg.

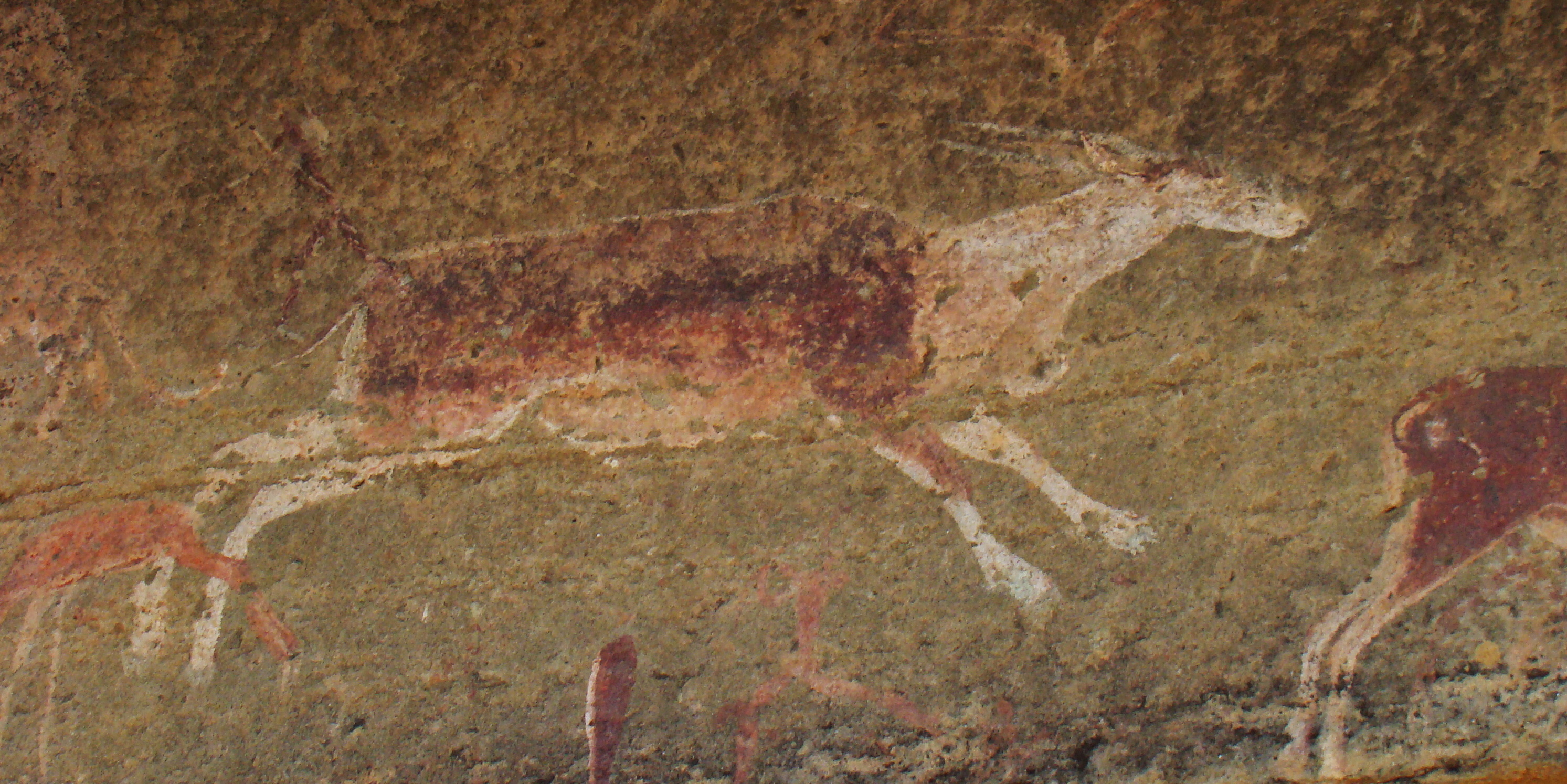
San rock raffigurazione di un'antilope

Ha studiato presso l'Università del Witwatersrand (WITS), diplomandosi in terapia occupazionale nel 1954, e ha lavorato successivamente come terapista a Londra. I contatti con i paleo-anatomisti Raymond Dart e Philip Tobias al WITS la condussero a concentrare i suoi studi sulle pitture rupestri dei monti dei Draghi. Mentre era al WITS imparò le tecniche base dell'arte rupestre e sviluppò la propria tecnica per tracciare dipinti, unendo tempere a base di polietilene e ad acqua miscelate con un detergente come fissativo. 